# ویم خروشکمپ
ویم خروشکمپ (هلندی: Wim Groskamp; ۸ اکتبر ۱۸۸۶ – ۱۳ ژانویهٔ ۱۹۷۴) بازیکن فوتبال اهل هلند بود.
از باشگاه‌هایی که در آن بازی کرده‌است می‌توان به باشگاه فوتبال ادو دن هاخ اشاره کرد.
وی همچنین در تیم ملی فوتبال هلند بازی کرده‌است.